# Internationella öspelen 2017
Internationella öspelen 2017 arrangerades på Gotland, från den 24 till 30 juni 2017. Gotland hade varit värd för de internationella öspelen en gång tidigare, 1999.

## Sporter och grenar
| - Badminton (6) - Basket (2) - Bordtennis (6) - Bågskytte (14) | - Cykling (20) - Mountainbike (8) - Landsväg (4) - Tempolopp (4) - Criterium (4) | - Fotboll (2) - Friidrott (40) - Golf (2) - Segling (5) | - Simning (43) - Skytte (69) - Tennis (7) - Triathlon (4) | - Volleyboll (4) - Beachvolleyboll (2) - Volleyboll (2) - Vindsurfing (4) |

## Deltagande öar
24 öar är medlemmar i IIGA, från Europa, Södra Atlanten och Västindien. Samtliga öar är territorium som tillhör europeiska länder. I spelen deltog samtliga utom Rhodos som lämnade återbud.

- Anglesey
- Alderney
- Bermuda
- Caymanöarna
- Falklandsöarna
- Frøya
- Färöarna
- Gibraltar
- Gotland (Värd)
- Grönland
- Guernsey
- Hitra
- Isle of Man
- Isle of Wight
- Jersey
- Menorca
- Orkneyöarna
- Sankta Helena
- Sark
- Shetlandsöarna
- Yttre Hebriderna
- Åland
- Ösel

## Medaljtabell[3]
| Pl.   | Nation           | Guld | Silver | Brons | Totalt |
| ----- | ---------------- | ---- | ------ | ----- | ------ |
| 1     | Isle of Man      | 39   | 36     | 26    | 101    |
| 2     | Färöarna         | 30   | 27     | 30    | 87     |
| 3     | Jersey           | 29   | 21     | 35    | 85     |
| 4     | Guernsey         | 27   | 35     | 32    | 94     |
| 5     | Gotland          | 23   | 19     | 20    | 62     |
| 6     | Ösel             | 17   | 8      | 7     | 32     |
| 7     | Yttre Hebriderna | 10   | 3      | 1     | 14     |
| 8     | Åland            | 9    | 4      | 14    | 27     |
| 9     | Isle of Wight    | 7    | 12     | 7     | 26     |
| 10    | Caymanöarna      | 7    | 10     | 8     | 25     |
| 11    | Gibraltar        | 6    | 8      | 12    | 26     |
| 12    | Menorca          | 6    | 6      | 8     | 20     |
| 13    | Shetlandsöarna   | 4    | 5      | 5     | 14     |
| 14    | Bermuda          | 2    | 13     | 7     | 22     |
| 15    | Sankta Helena    | 2    | 1      | 2     | 5      |
| 16    | Orkneyöarna      | 2    | 0      | 5     | 7      |
| 17    | Grönland         | 1    | 5      | 0     | 6      |
| 18    | Anglesey         | 1    | 4      | 4     | 9      |
| 19    | Hitra            | 1    | 1      | 2     | 4      |
| 20    | Falklandsöarna   | 0    | 0      | 1     | 1      |
| 20    | Sark             | 0    | 0      | 1     | 1      |
|       | Alderney         | 0    | 0      | 0     | 0      |
|       | Frøya            | 0    | 0      | 0     | 0      |
| Total | Total            | 223  | 218    | 227   | 668    |